# Humanae vitae
Humanae vitae (n.đ. 'Sự sống con người') là một thông điệp do Giáo hoàng Phaolô VI ký ngày 25 tháng 7 năm 1968. Bản văn của thông điệp được ban hành vào ngày 29 tháng 7, trong một buổi họp báo tại Thành Vaticano. Với phụ đề Về việc điều hòa sinh sản, tờ thông điệp tái khẳng định giáo huấn của Hội thánh Công giáo về tình yêu trong hôn nhân, cuộc làm cha mẹ có trách nhiệm, cũng như không chấp nhận hành vi tránh thai bằng phương pháp nhân tạo. Bên cạnh đó, nhờ thông điệp Humanae vitae, Giáo hoàng Phaolô VI đã lý giải việc ông không phê chuẩn các kết luận của Ủy ban Giáo hoàng về điều hòa sinh sản – một tổ chức do vị tiền nhiệm ông là Giáo hoàng Gioan XXIII thiết lập và do chính ông mở rộng quy mô.

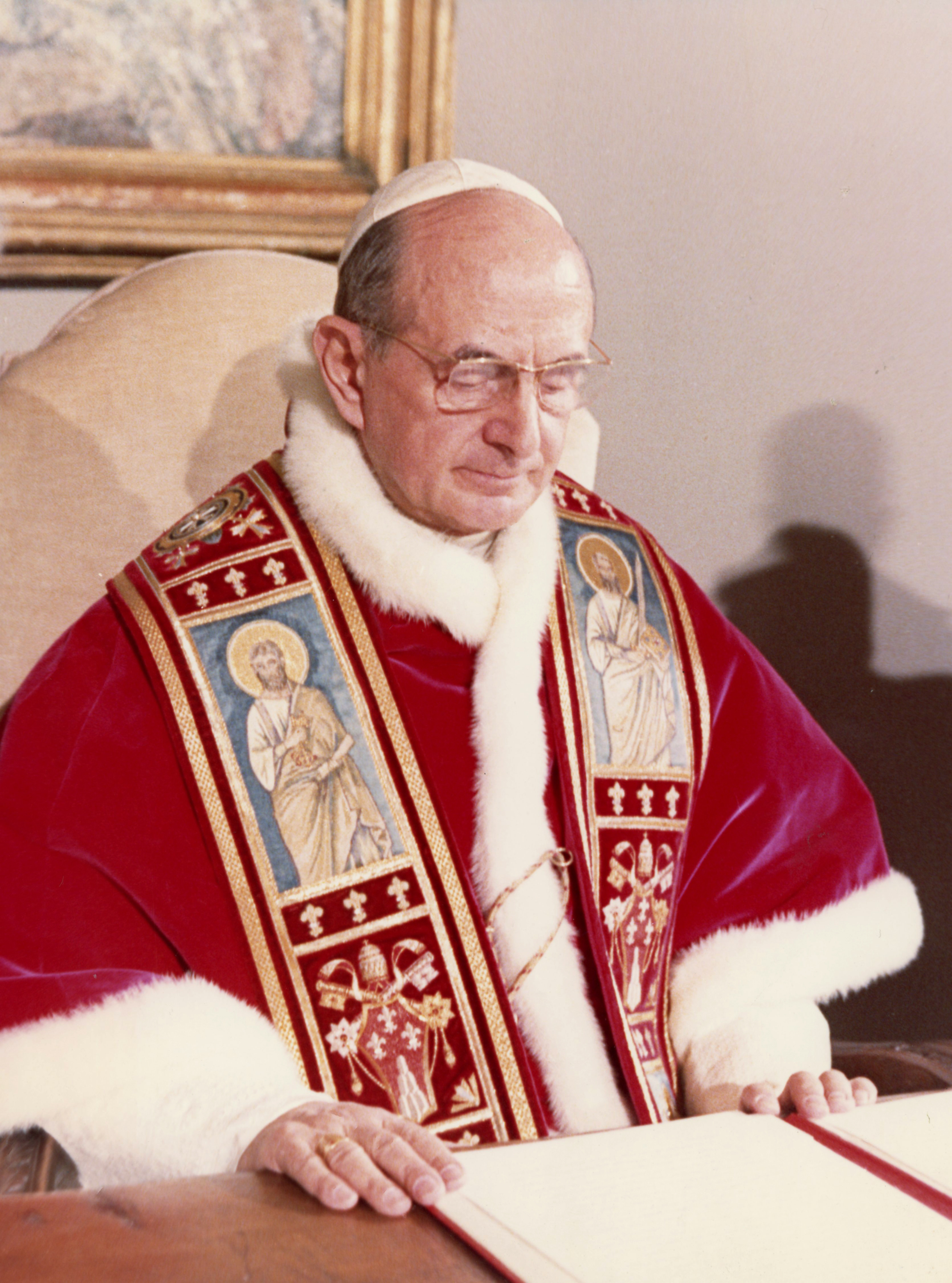
Giáo hoàng Phaolô VI ký thông điệp Humanae vitae vào ngày 25 tháng 7 năm 1968.

Việc tờ thông điệp tái khẳng định lại quan điểm phản đối của Hội thánh Công giáo đối với các biện pháp tránh thai bằng phương pháp nhân tạo đã trở thành chủ đề tranh cãi trong chính trị. Qua thông điệp Humanae vitae, Giáo hoàng Phaolô VI đã tín lý hóa một lối giải nghĩa bảo thủ về tính thiêng liêng của sự sống trong mối tương quan với việc con người can thiệp khả năng sinh sản cũng như bản chất sinh sản và kết hiệp của hôn nhân Công giáo.
Thông điệp Humanae vitae là thông điệp cuối cùng trong số 7 thông điệp được ban hành trong triều đại của Giáo hoàng Phaolô VI.